# فرودگاه بین‌المللی سفاکس-تینا
فرودگاه بین‌المللی سفاکس-تینا (به انگلیسی: Sfax–Thyna International Airport) (به زبان بومی: Aéroport International de Sfax–Thyna) یک فرودگاه همگانی با کد یاتا SFA است که یک باند فرود بتن دارد و طول باند آن 3000 متر است. این فرودگاه در کشور تونس قرار دارد و در ارتفاع 26 متری از سطح دریا واقع شده است.

## شرکت‌های هواپیمایی و مقصدهای پروازی
| شرکت‌های هواپیمایی | مقصدهای پروازی                            |
| ----------------- | ----------------------------------------- |
| افریقیه ایرویز    | میتیگا، مصراته,                           |
| هواپیمایی لیبی    | میتیگا                                    |
| تونس‌ایر اکسپرس    | دیربا–زارزیس، شارل دوگل پاریس، تونس قرطاج |